# Accordo (linguistica)
L'accordo (o concordanza) è, in linguistica, la corrispondenza di caratteristiche morfosintattiche (genere, numero e persona).
Se analizziamo due aggettivi come bella e belli, si distinguono da un punto di vista flessionale, perché bella è femminile e singolare, mentre belli è maschile e plurale. L'aggettivo italiano, a differenza di quello inglese, ad esempio, va in ogni caso accordato al sostantivo cui si riferisce:
Questi cani sono belli.
L'adattamento è unidirezionale, in quanto è l'aggettivo ad accordarsi al sostantivo e non viceversa.
Tipico di alcune lingue romanze è l'accordo del participio passato al soggetto nei tempi composti coniugati con il verbo essere:
Maria è andata.